# فرانك فاغان
فرانك فاغان (بالفرنسية: Frank Fagan)‏ (و. 1945  م) هو شخصية أعمال كندي.

## مناصب
تولى منصب حاكم نيوفندلاند ولابرادور ‏ (19 مارس 2013–3 مايو 2018).

## التعليم
تعلم في جامعة ميموريال في نيوفاوندلاند.

## جوائز
حصل على جوائز منها:
- نيشان كندا من رتبة عضو.